# Filmskolan i Łódź

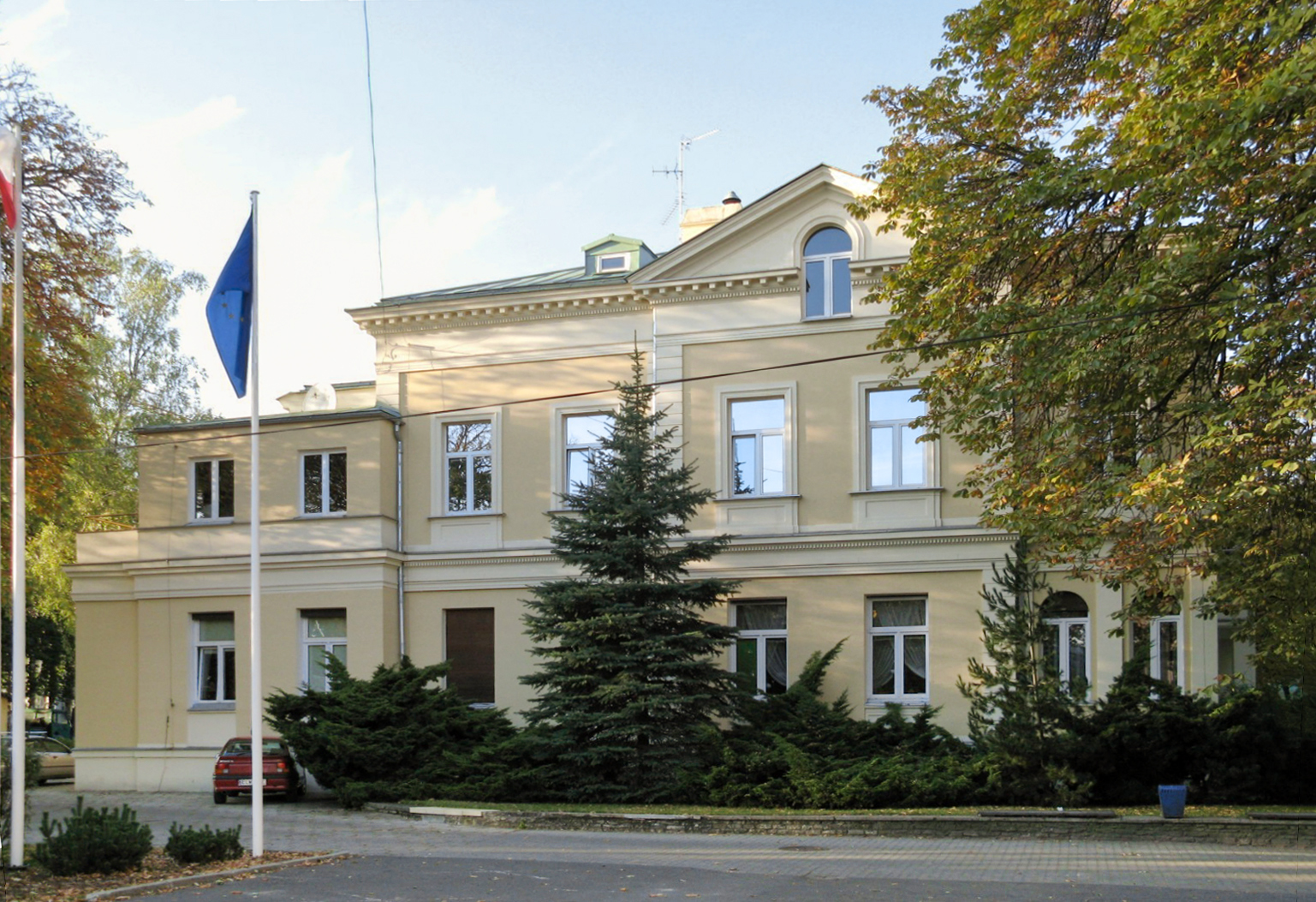
Filmskolan i Łódź.

Filmskolan i Łódź (polska: Państwowa Wyższa Szkoła Filmowa, Telewizyjna i Teatralna im. Leona Schillera w Łodzi) är en polsk filmskola belägen i Łódź. Skolan, som är uppkallad efter den polska regissören Leon Schiller, grundades 1948 och utbildar skådespelare, regissörer, filmfotografer, och andra som vill verka inom film och TV.
Filmskolan i Łódź anses anrik och har utbildat filmskapare som Roman Polanski, Krzysztof Kieslowski och Andrzej Wajda. Skolan är internationell och har intag från hela världen. Särskild känd är filmfotoutbildningen där bland andra Hoyte van Hoytema har studerat.